# Alice Ettinger
Alice Ettinger (8 octobre 1899 - 14 avril 1993) est une radiologue et professeure de médecine. Originaire d'Allemagne, Alice Ettinger suit une formation dans ce pays avant de venir à la faculté de médecine de l'université Tufts. Elle vient en visite à Boston pour faire la démonstration de la technique d'imagerie sur film spot, et elle décide de rester à Tufts de façon permanente.
Alice Ettinger est associée à l'école jusqu'à l'âge de 86 ans. Elle est récompensée par plusieurs sociétés de radiologie et Tufts crée une chaire à son nom. La technique du film spot a considérablement amélioré les capacités de diagnostic par rayons X aux États-Unis, notamment en matière d'imagerie gastro-intestinale.

## Enfance et éducation
Née à Berlin, en Allemagne, le 8 octobre 1899, Alice Ettinger fréquente le Chamisso Gymnasium de Berlin et est membre de la classe de 1919. Ettinger obtient ensuite un diplôme de médecine à l'université de Fribourg-en-Brisgau en 1924 et effectue son internat et sa formation en médecine interne et en radiologie à la deuxième clinique de la Charité, affiliée à l'université Friedrich Wilhelm.
À la fin de son internat, Alice Ettinger part travailler pour le Dr Hans Heinrich Berg, connu pour ses travaux en röntgenologie. Il invente un nouveau dispositif qui permettait de capter des images fluoroscopiques et de les imprimer sur un film radiographique. La fluoroscopie est une technique radiologique populaire à l'époque, mais l'inconvénient de cette méthode était qu'elle ne laissait pas d'image permanente sur le film jusqu'à l'introduction du dispositif de Berg.

## Déménagement aux États-Unis
En 1932, après qu'Alice Ettinger ait travaillé sous la tutelle et les conseils de Berg pendant plus de deux ans, le Dr Joseph Pratt de la Tufts Medical School et du dispensaire de Boston écrit à Berg et lui demande l'un de ses appareils révolutionnaires ainsi qu'un membre de son équipe pour en démontrer l'utilisation ; Ettinger est choisie pour cette tâche. Elle voyage de Berlin à Boston avec le dispositif de film spot dans ses bagages. Ettinger ne devait rester aux États-Unis que six semaines, mais elle s'installa définitivement à Boston et rejoignit la faculté de l'école de médecine de l'université Tufts. L'introduction du spot film par Ettinger ouvrit la voie à des capacités modernes d'imagerie gastro-intestinale aux États-Unis.
Sept ans après son arrivée, Alice Ettinger devient le premier radiologue en chef du dispensaire de Boston et du New England Medical Center Hospital en 1939. Elle lance ensuite le programme de résidence en radiologie de Tufts et participe à la création du programme de techniciens en radiologie de la Northeastern University, l'un des premiers du genre. En 1959, Alice Ettinger est nommée professeure et présidente du département de radiologie de la Tufts School of Medicine.
Alice Ettinger est l'un des premiers radiologues à reconnaître que le colorant utilisé dans les pratiques courantes d'imagerie pouvait endommager les reins d'un patient. En tant qu'immigrée juive allemande elle-même, Ettinger s'est efforcée d'aider à placer d'autres immigrés juifs pendant la Seconde Guerre mondiale.

## Distinctions et récompenses
En 1982, Alice Ettinger reçoit une médaille d'or de la Radiology Society of North America et en 1984, elle reçoit la médaille d'or de l'American College of Radiology pour ses services distingués et son dévouement au domaine de la radiologie. L'American Association for Women Radiologists décerne le Alice Ettinger Distinguished Achievement Award pour récompenser une carrière au service de l'association et de la profession de radiologue.
Pendant qu'elle est professeure, ses étudiants l'ont choisie pour recevoir le prix d'enseignement de la faculté pendant treize années consécutives. Il existe un poste doté à son nom à la faculté de médecine de Tufts, connu sous le nom de "chaire de radiologie Alice Ettinger-Dreyfuss".

## Biographie postérieure
Alice Ettinger quitte le poste de présidente en 1965, mais continue à exercer sa profession de médecin et de professeure jusqu'à sa retraite en 1985. Elle reste associée au programme d'enseignement de la radiologie de Tufts jusqu'à l'âge de 86 ans. En 1993, Alice Ettinger décède d'une pneumonie dans une maison de retraite de Norwood, dans le Massachusetts.